# Civair
Civair — южноафриканская чартерная авиакомпания со штаб-квартирой в городе Кейптаун (ЮАР), работающая на рынке пассажирских и грузовых авиаперевозок местного значения. Основным видом деятельности компании является выполнение чартерных вертолётных рейсов в труднодоступные населённые пункты и промышленные объекты.

## История
Авиакомпания Civair была основана в 1989 году в качестве вертолётного оператора на чартерных рейсах регионального и местного значения. В марте 2004 года компания сделала попытку переквалифицироваться в бюджетную авиакомпанию, запустив регулярный пассажирский маршрут из Кейптауна в лондонский аэропорт Станстед. Рейсы выполнялись три раза в неделю на широкофюзеляжном самолёте Boeing 747, однако, вследствие экономических причин были отменены два месяца спустя.
В декабре 2004 года около 7400 пассажиров — клиентов Civar попали в сложную ситуацию из-за непредвиденной массовой отмены рейсов компании. Никто из пассажиров не был уведомлен заранее, а сама авиакомпания в силу собственных финансовых трудностей не смогла предложить никаких альтернатив. Частичное возмещение затрат получили лишь те клиенты, кто приобрёл электронные билеты на официальном сайте авиакомпании.
Следующий удар по репутации перевозчика был нанесён в 2005 году, когда оказалось, что Civair использует логотип южноафриканской Ассоциации по стандартизации в сфере бизнеса Proudly South African, не являясь при этом членом данного объединения. По заявлению Ассоциации в Управление гражданской авиации ЮАР генеральный директор Civair Энди Клавер и главный бухгалтер Кобас Нелл были привлечены к административной ответственности.

## Флот
По состоянию на 2004 год воздушный флот авиакомпании Civair составляли 6 самолётов и 6 вертолётов:
Вертолёты:
- 2 Bell Jet Ranger Helicopters
- 1 Hughes 500
- 2 Robinson R44
- 1 BO 105

Самолёты:
- 1 Strikemaster Jet
- 1 Cessna 207
- 1 Cessna 414
- 1 Pilatus PC12
- 1 Pilatus PC12
- 1 Beech Kingair 200